# الفتوح بن دوناس
الفتوح بن دوناس هو سلطان من سلاطين دولة مغراوة الأمازيغية في المغرب الأقصى. وحكم بين 1059 - 1062.

## صراعه مع أخيه على الحكم
تولى الحكم بعد وفاة أبيه دوناس بن حمامة، ونازعه أخوه الأصغر عجيسة بن دوناس في الحكم، فقام عجيسة بن دوناس بالاستيلاء على عدوة القرويين من فاس وبقي الفتوح بعدوة الأندلسيين.

## الحرب بين الفتوح وعجيسة
نشبت حرب ضارية بين الفتوح وأخيه عجيسة، ودامت الحرب ثلاث سنوات حتى سنة 453هـ، حيث قام الفتوح بقتل أخيه عجيسة.

## هروب الفتوح من المرابطين
سنة 454هـ، بعد معرفة الفتوح بقدوم المرابطين، خشي عاقبة أمرهم فرحل عن فاس وتركها، وزحف صاحب القلعة بلكين بن محمد بن حماد إلى المغرب، فدخل فاس واسترهن بعض أشرافهم على الطاعة ورجع إلى عمله وولى على المغرب بعد الفتوح معتصر بن حماد بن معتصر بن المعز بن زيري.

## قصة باب الفتوح وباب الجيسة
في عز احتدام الحرب بينهما، بنى الفتوح بابا في عدوة الأندلس وسماها باب الفتوح، وأخوه عجيسة بنى باب عجيسة وهي واحدة من أبواب عدوة القرويين. فلما ظفر الفتوح بأخيه عجيسة وقتله، أمر الناس بتغيير اسم الباب الذي بناه أخوه، فأسقط الناس العين من عجيسة وعوضوه بالألف واللام فصار باب الجيسة، فبقي ذلك إلى الآن.